# نمایش گفتگومحور امشب با جی لنو

تیتراژ نمایش گفتگومحور امشب با جی لنو

نمایش گفتگوی امشب با جی لنو (به انگلیسی: The Tonight Show with Jay Leno) یک برنامه گفتگوی آخر شب آمریکایی با اجرا و میزبانی جی لنو می‌باشد که برای نخستین بار در ۲۵ می ۱۹۹۲ میلادی از شبکه ان‌بی‌سی پخش شد.